# NGC 3792
NGC 3792 é uma estrela dupla na direção da constelação de Virgo. O objeto foi descoberto pelo astrônomo Edward Holden em 1881, usando um telescópio refrator com abertura de 15,6 polegadas. 